# Dekanat krobski
Dekanat krobski – jeden z 43 dekanatów archidiecezji poznańskiej. Historycznie wchodził w skład archidiakonatu śremskiego. 

## Parafie
- Parafia pw. Trójcy Przenajświętszej w Chwałkowie (Chwałkowo),
- Parafia pw. św. Mikołaja w Krobi (Krobia - Sikorzyn),
- Parafia pw. Świętych Apostołów Piotra i Pawła w Nieparcie (Niepart),
- Parafia pw. Najświętszej Maryi Panny Niepokalanie Poczętej w Oporowie (Oporowo),
- parafia pw. św. Jadwigi (Pępowo - Czeluścin),
- parafia pw. Narodzenia Najświętszej Maryi Panny (Poniec - Waszkowo - Lubonia - Sarbinowo - Rokosowo - Gościejewice),
- Parafia pw. Matki Bożej Częstochowskiej w Pudliszkach (Pudliszki),
- Parafia pw. Najświętszej Maryi Panny Królowej Polski w Zalesiu Wielkim (Zalesie Wielkie),
- Parafia pw. św. Stanisława w Żytowiecku (Żytowiecko).

Sąsiednie dekanaty:
- gostyński,
- rydzyński,
- rawicki,
- dekanaty diecezji kaliskiej

## Galeria

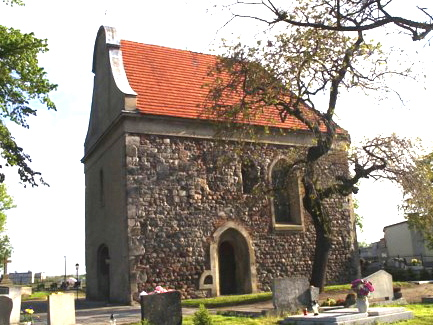
Kościół św. Idziego w Krobi
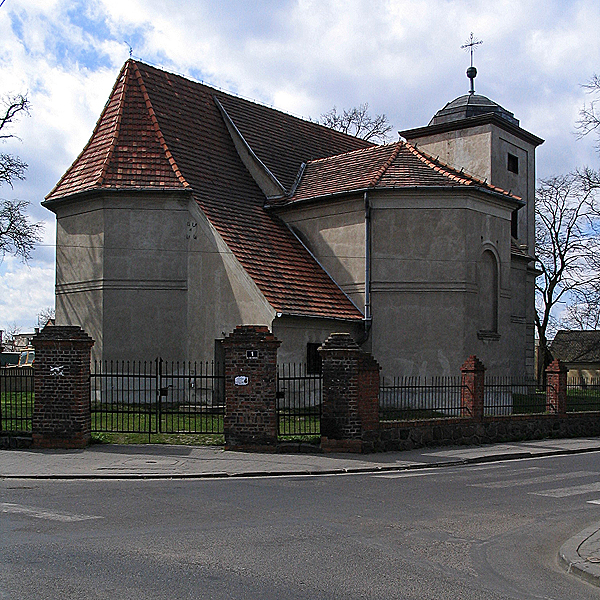
Kościół Świętego Ducha w Krobi
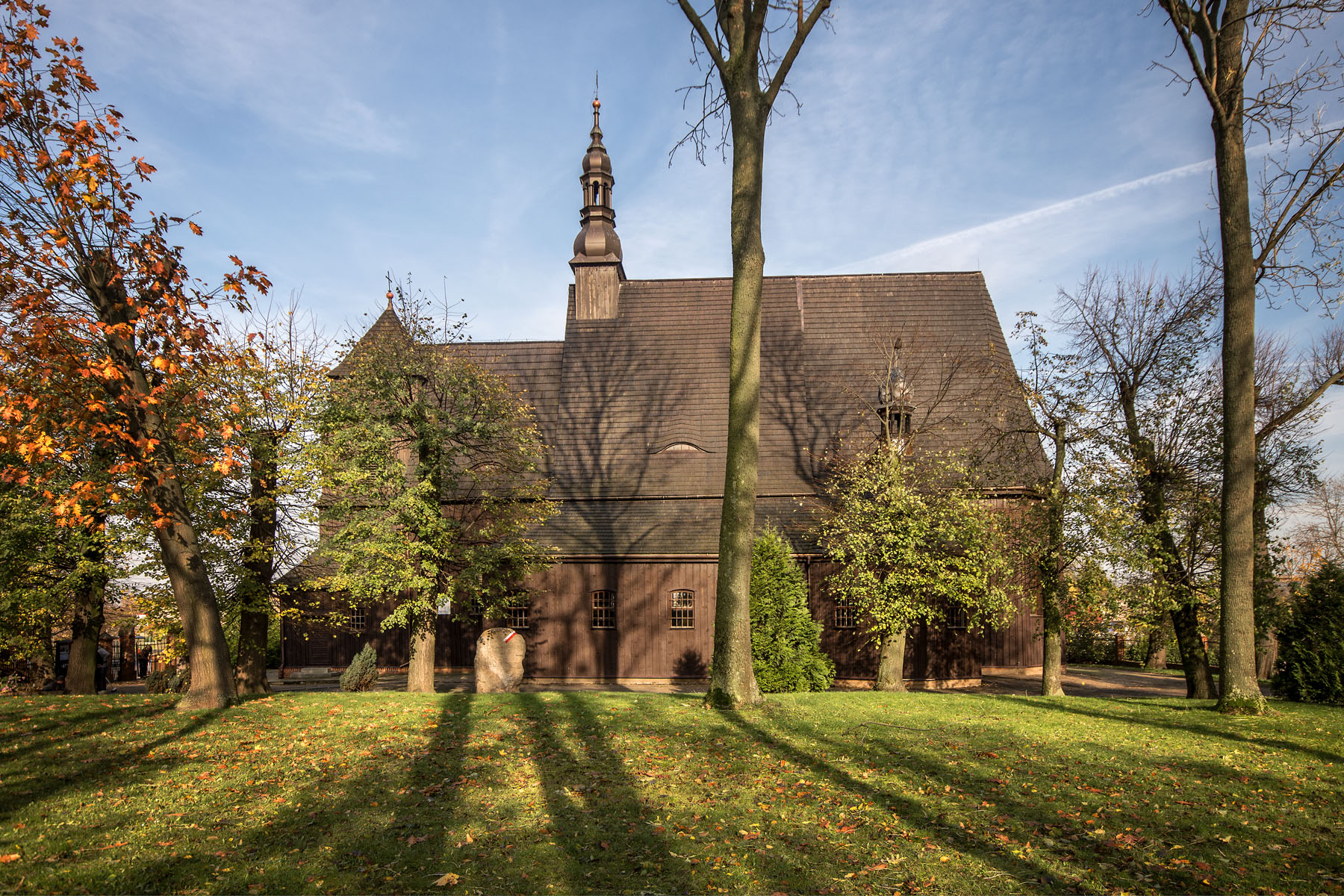
Kościół w Domachowie
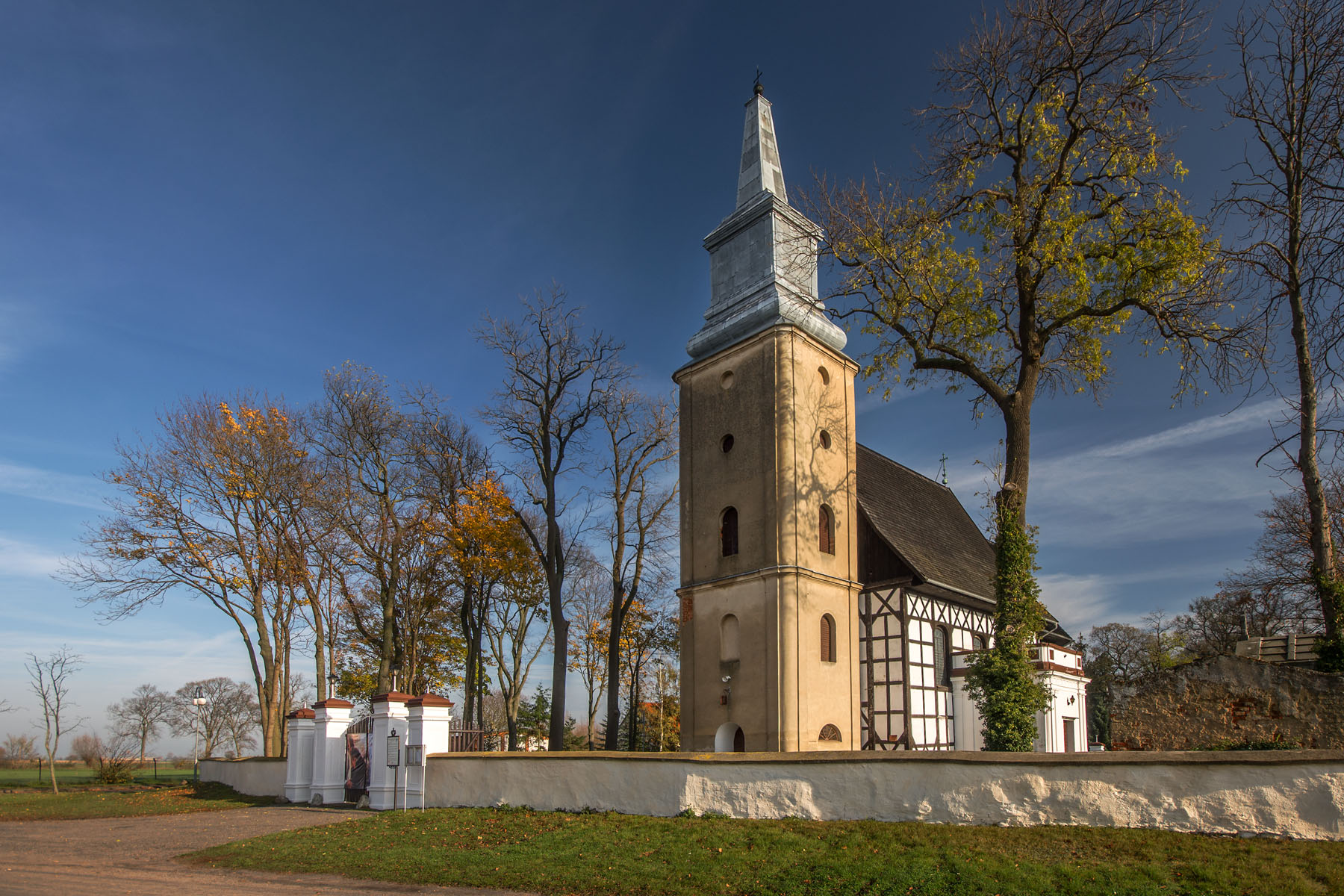
Kościół w Oporowie
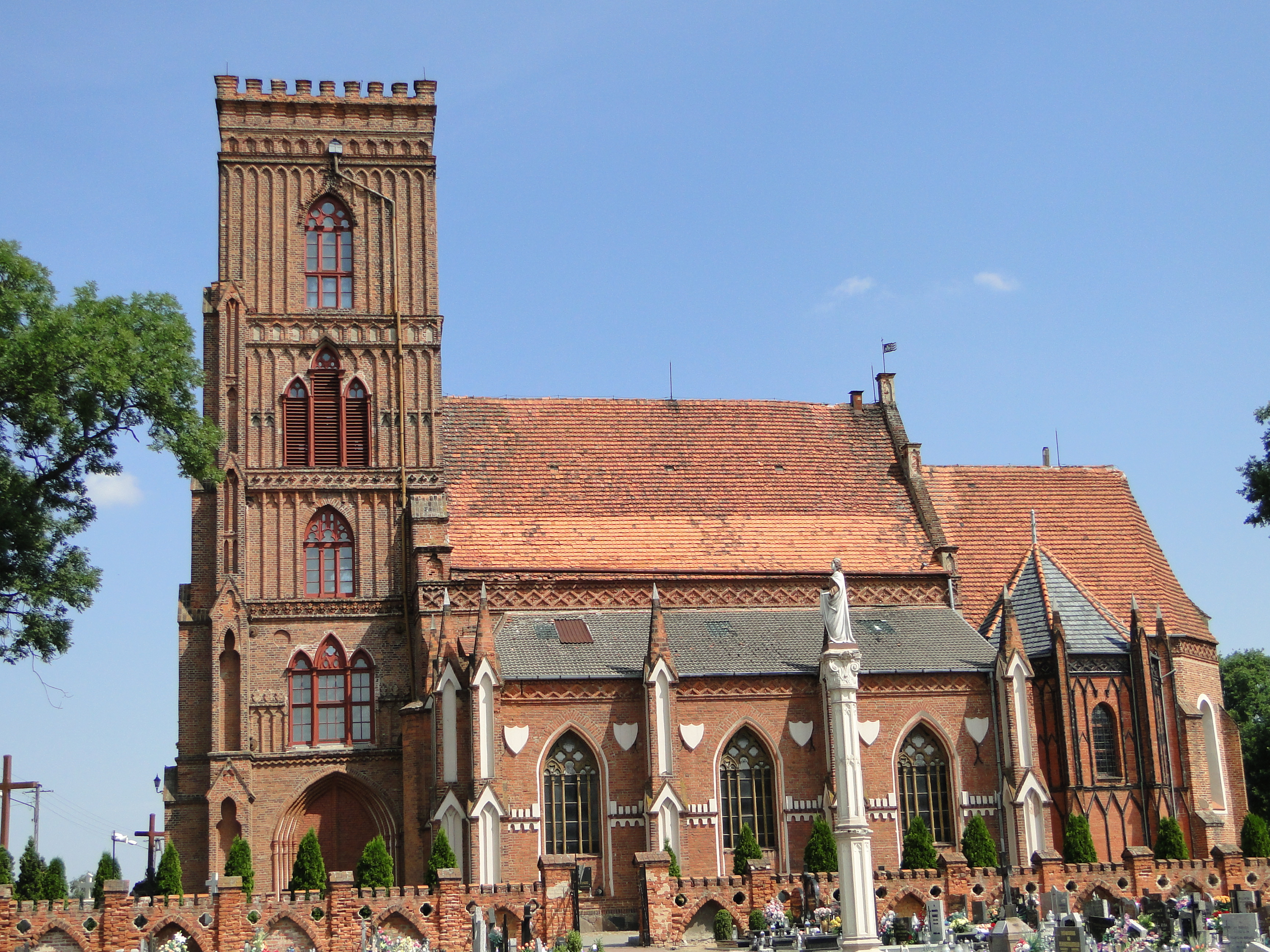
Kościół w Pępowie
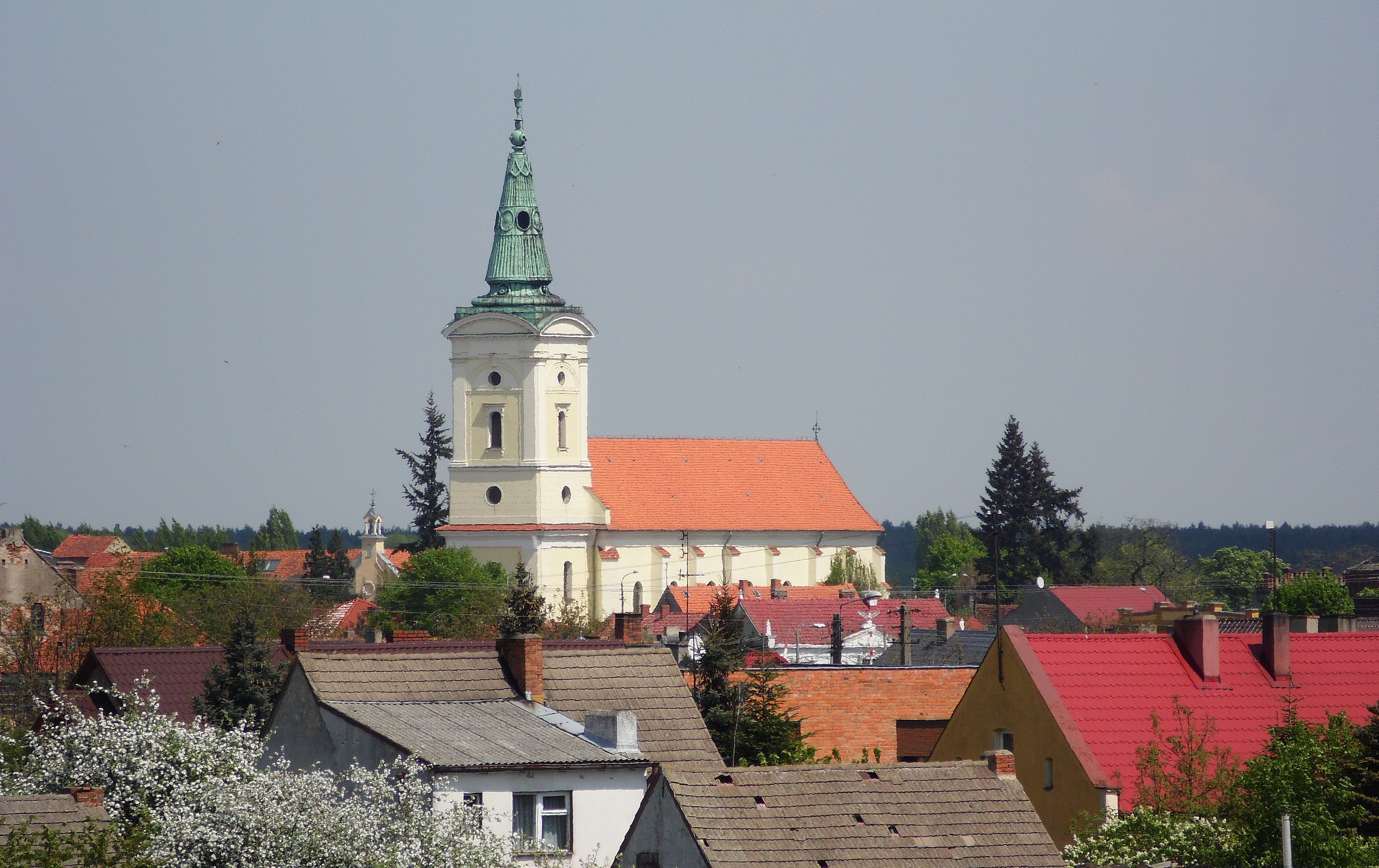
Kościół parafialny w Poniecu
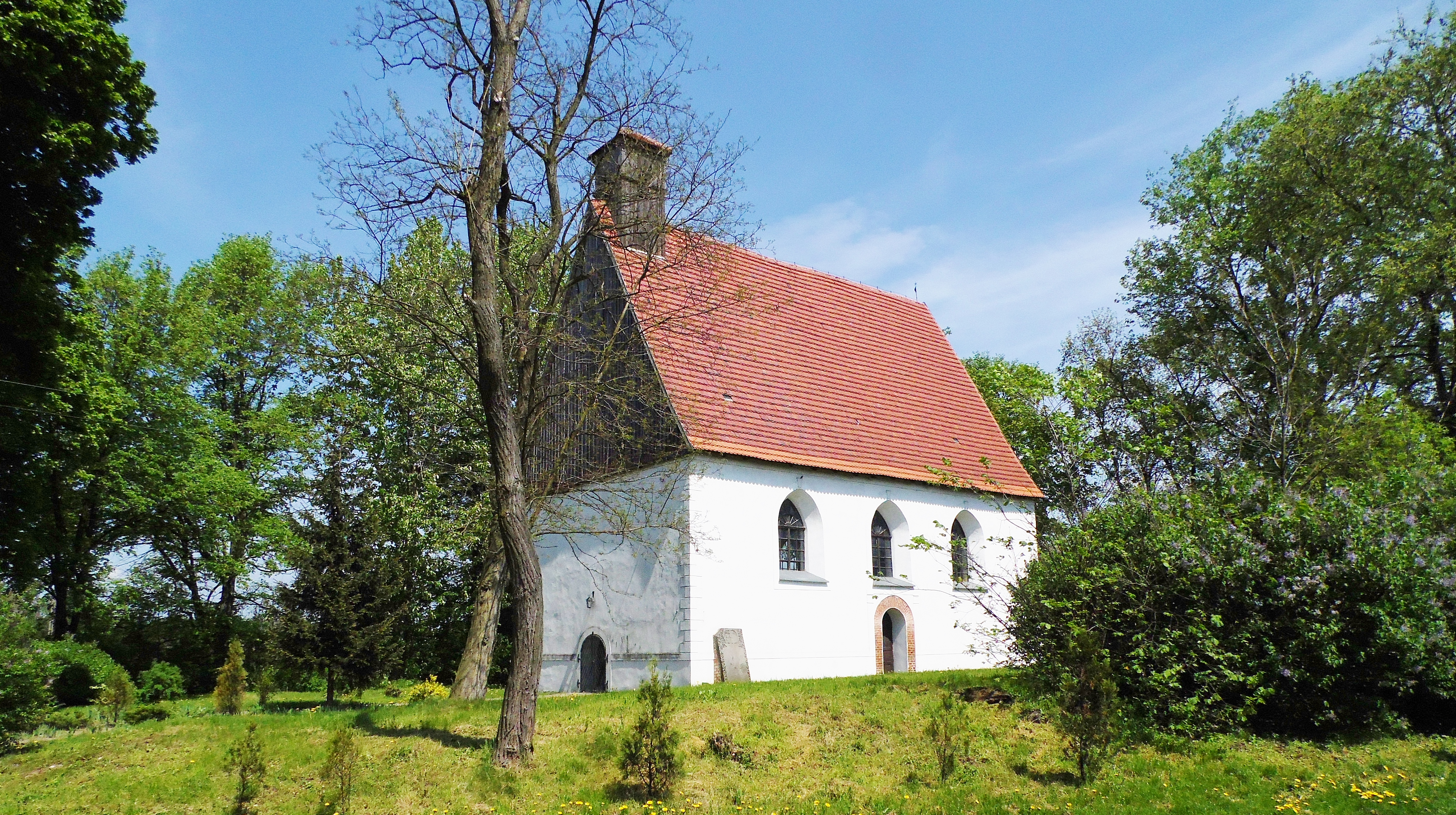
Kościół w Waszkowie
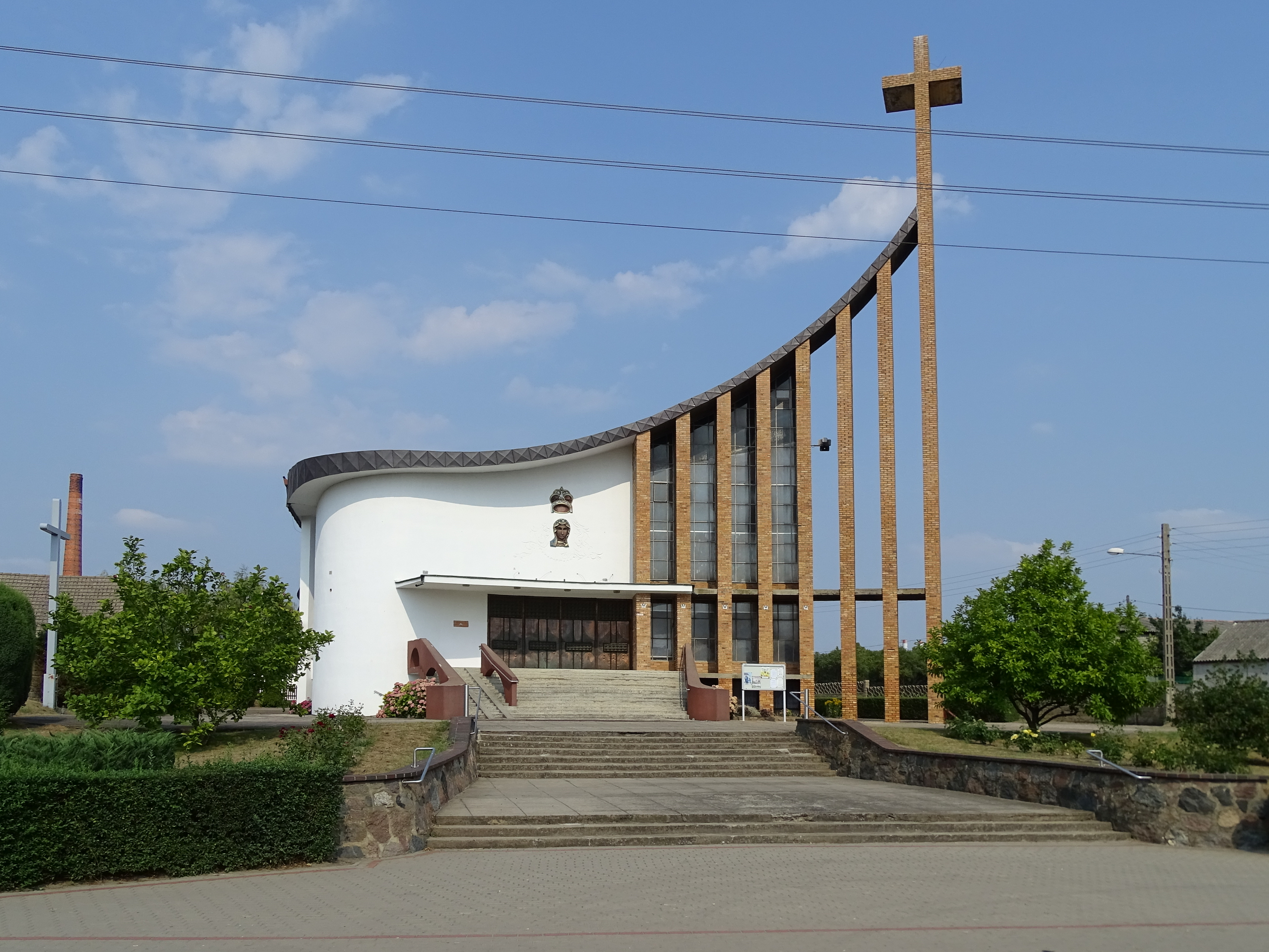
Kościół w Pudliszkach
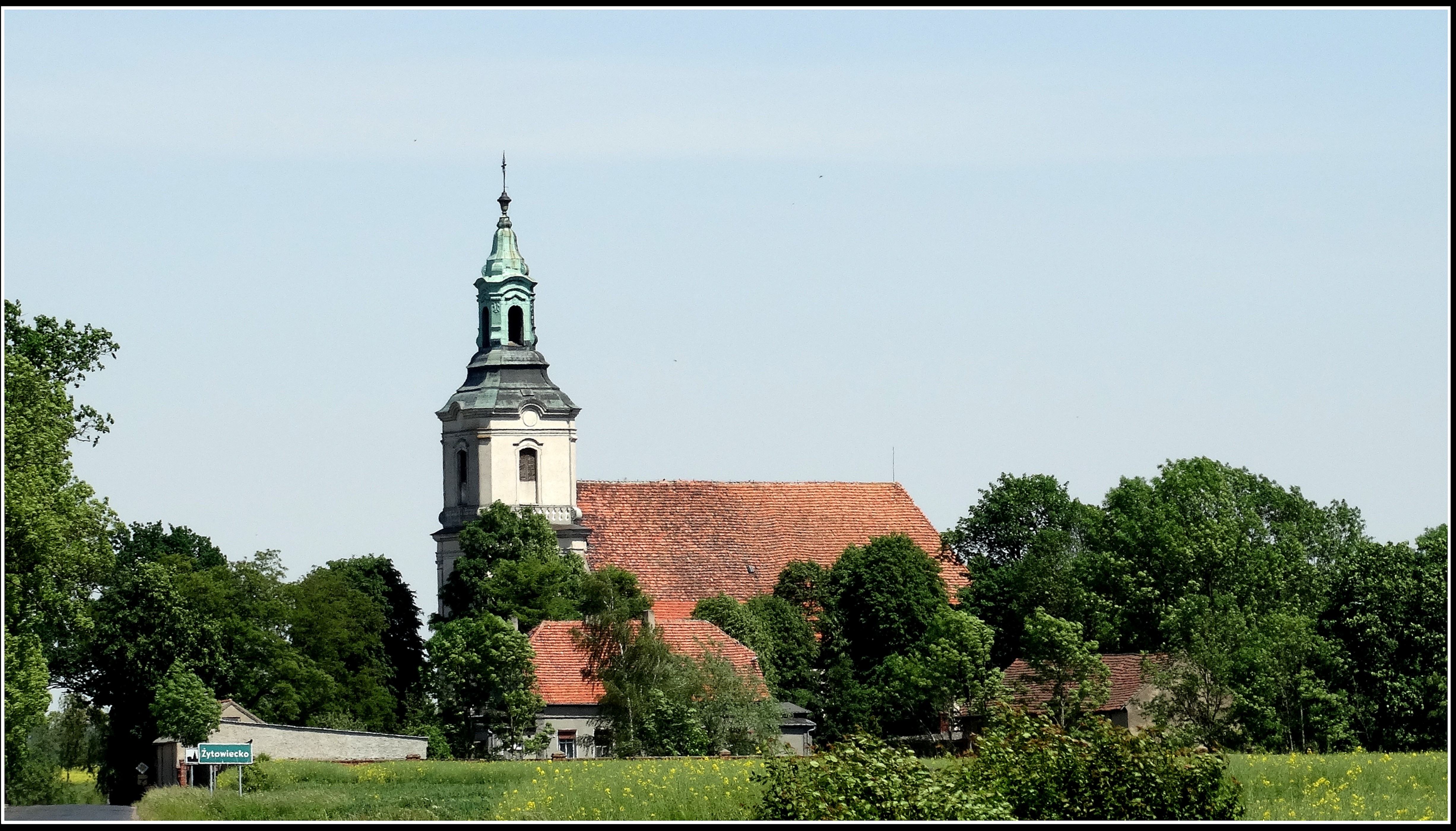
Kościół w Żytowiecku